# Lednik Astronomicheskij
Lednik Astronomicheskij (englische Transkription von russisch Ледник Астрономический Lednik Astronomitscheski, deutsch ‚Astronomiegletscher‘) ist ein Gletscher im ostantarktischen Königin-Marie-Land. Er liegt nahe dem Kopfende des Denman-Gletschers.
Russische Wissenschaftler benannten ihn.